# Norbert Mappes-Niediek

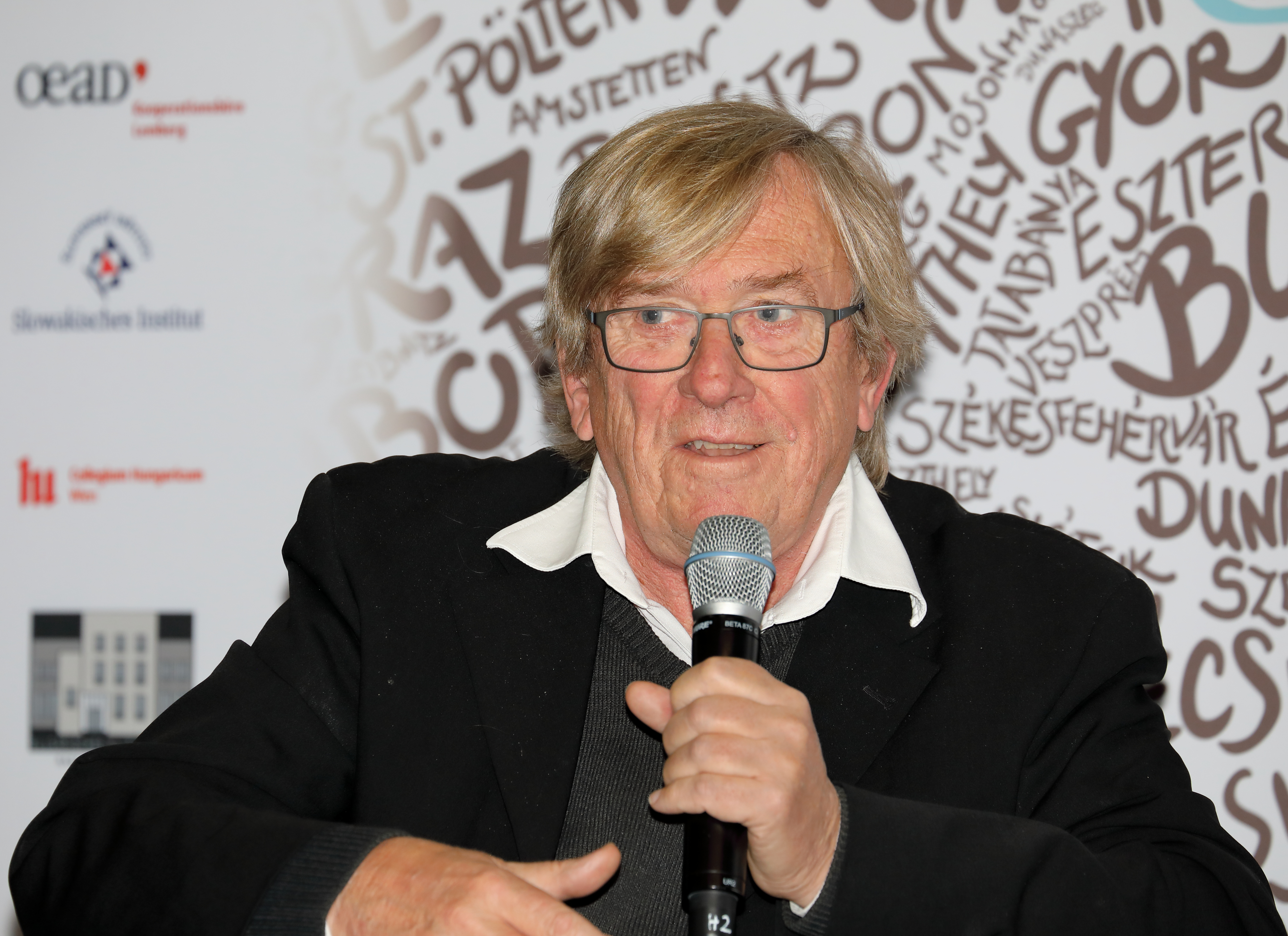
Norbert Mappes-Niediek

Norbert Mappes-Niediek, född 10 oktober 1953, är en tysk journalist och författare med inriktning på Sydosteuropa.
Han har studerat tyska och holländska språken i Bonn och Köln och arbetat som journalist från början av 1980-talet. Sedan 1991 bor han med sin familj i Steiermark i Österrike som frilansande korrespondent för Österrike och Sydosteuropa åt flera tyska media, däribland Frankfurter Rundschau, Berliner Zeitung, Badische Zeitung, Aargauer Zeitung, Der Standard, NRC Handelsblad, Die Zeit och Deutschlandfunk. Han var 1994-95 rådgivare åt FN:s särskilda sändebud Yasushi Akashi i före detta Jugoslavien.